# Aristebulea principis
Aristebulea principis là một loài bướm đêm trong họ Crambidae.